# Jo Tae-keun
Jo Tae-keun (kor. 조태근; * 26. April 1985 in Gumi) ist ein südkoreanischer Fußballspieler.

## Karriere
Das Fußballspielen erlernte Jo Tae-keun in der Schulmannschaft der Daeryun High School sowie der Universitätsmannschaft der Jeonju University. Seinen ersten Vertrag unterschrieb er 2008 in Suwon beim Suwon FC. Hier spielte er ein Jahr. Im Jahr 2009 war er vereinslos. 2010 verpflichtete ihn der Drittligist Busan Transportation Corporation FC aus Busan. Für den Club stand er bis 2012 40 Mal auf dem Spielfeld. Nach Thailand ging er 2013 und unterschrieb einen Vertrag beim Erstligisten Chainat Hornbill FC in Chainat. Für den Club schoss er acht Tore in 100 Spielen. Die Hinserie 2017 lief er für den Zweitligisten Chiangmai FC aus Chiangmai auf. Mitte 2017 wechselte er nach Hongkong und schloss sich dem Erstligisten Eastern AA an. Nach sechs Monaten verließ er Hongkong und ging in seine Heimat Südkorea, wo er eine Saison beim Zweitligisten Daejeon Citizen spielte. 2019 unterschrieb er wieder einen Vertrag in Thailand beim Zweitligisten Ayutthaya United FC in Ayutthaya. Für Ayutthaya absolvierte er zwölf Spiele in der Thai League 2. Ende 2019 wurde sein Vertrag nicht verlängert. Seit Anfang 2020 ist er vertrags- und vereinslos.

## Erfolge
Chainat Hornbill FC
- FA Cup: 2016

Eastern AA
- Hong Kong Community Cup: 2017 (Finalist)